# 乔尔杰·久里奇
乔尔杰·久里奇（羅馬化：Đorđe Đurić，1971年4月24日—），塞尔维亚男子排球运动员。他曾代表南联盟参加1996年夏季奥林匹克运动会排球比赛，结果队伍获得一枚铜牌。